# Adrià I
Adrià I (Roma, ? - 25 de desembre del 795) va ser papa de l'Església Catòlica del 772 al 795. El seu pontificat va ser un dels més llargs de la història, marcat per l'amenaça i caiguda del regne longobard en mans de Carlemany, assentant el poder temporal del papat. El papa va mantenir sempre amistat amb el monarca franc, però també rivalitat per tal de mantenir l'autonomia de l'Església davant del domini de Carlemany sobre Itàlia. Així mateix, va reconciliar-se amb l'Imperi Romà d'Orient al Concili de Nicea del 787 i va condemnar fermament l'adopcionisme.
Hom considera Adrià el fundador real dels Estats Pontificis i del poder temporal dels papes. Les principals fonts d'informació de la seva vida són el Liber Pontificalis, les cartes enviades a Carlemany, conservades pel monarca al Codex Carolinus.

## Elecció
Adrià era natural de Roma, membre de la classe aristòcrata. Es considera que era una persona pietosa i que havia prestat serveis de gran vàlua per a l'Església durant els pontificats de Pau I i Esteve III. L'1 de febrer del 772 va ser elegit papa amb el suport de la facció franca, sembla que, a més, s'havia guanyat l'estima del clergat i del poble romà, que van aclamar-lo unànimement. Això va provocar que el camarlenc, Paolo Afiarta, representant a Roma dels interessos del rei longobard, Desideri, no pogués evitar el nomenament d'Adrià.

## Política temporal

### Amenaça longobarda
Els inicis del pontificat van estar marcats per l'amenaça longobarda, que pretenien prendre el control de tota Itàlia. Adrià va mostrar una ferma resistència, va alliberar presoners i va procurar el retorn dels exiliats que havia provocat la violència anterior del camarlenc Afiarta. Poc després, va ordenar la detenció d'aquest en descobrir que era responsable de l'assassinat de Sergi, oficial d'alt rang de la cort papal, mentre aquest es trobava a Rimini de camí a Roma per conduir al papa fins a Pavia, a la cort longobarda.

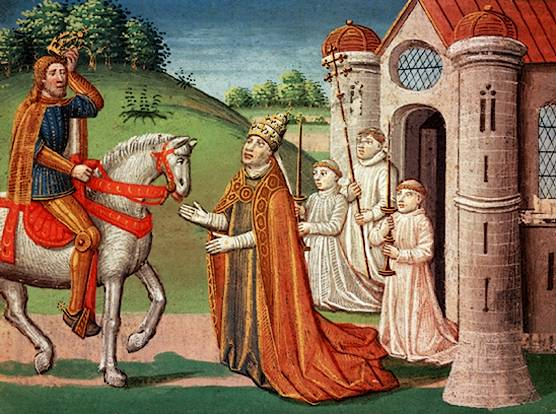
Carlemany cavalca a ajudar Adrià I

Adrià I es va veure obligat a demanar ajut a Carlemany, conegut per ser un cristià devot i que ostentava el títol de protector de Roma, heretat del seu pare. Inicialment, la intervenció franca semblava poc probable, perquè el monarca es trobava immers en una guerra a Saxònia. A més, el rei longobard, Desideri, va intentar dissuadir una possible intervenció atiant el conflicte successori, fent que el papa ungís els fills de Carloman i Gerberga, que es trobaven a Pavia, com a hereu al tron del seu pare, el territori del qual havia estat annexionat per Carlemany. Tanmateix, el papa s'hi va negar. En conseqüència, el rei va decidir atacar i saquejar les possessions pontifícies i va amenaçar la ciutat de Roma.
El papa va reforçar les fortificacions de la ciutat i va demanar auxili a les milícies de territoris adjacents i va convocar a Carlemany a defensar els seus interessos comuns. La intervenció es va veure afavorida per la calma existent a la guerra a Saxònia. Carles va intentar la via diplomàtica primer, però va fracassar ben aviat i va travessar els Alps amb els seus exèrcits el 773. Poc després va apoderar-se de Verona, on s'havien refugiat Gerberga i els seus fills, i va posar setge a Pavia. A finals del 774, va dirigir-se a Roma per celebrar la Pasqua, on va ser rebut amb gran solemnitat per Adrià i els romans. Durant diversos dies es van succeir ritus religiosos i es van tractar assumptes d'Estat, on es van tractar la donació de territoris al papat.

### Consolidació del papat
Dos mesos després de l'arribada del monarca franc a Roma, va caure la ciutat de Pavia i, amb ella, el regne longobard, que havia representant durant anys una amenaça constant per al papat. D'aquesta manera, l'Església va recuperar els seus béns i Carlemany va acabar convertit en el senyor més poderós d'Itàlia. El monarca va atorgar la seva protecció sobre els Estats Pontificis, no sense considerar certa subjecció dels mateixos, que Adrià va haver de tolerar. A més, Carlemany, que tenia gran veneració per la persona d'Adrià, a qui considerava amic, va haver de fer diverses expedicions sobre la península per tal de consolidar el poder real del papa sobre els seus territoris. Gràcies a això, així com l'activitat, vigilància i sagacitat política d'Adrià, el poder temporal del papat va esdevenir una realitat.
Val a dir que la relació entre Adrià i Carlemany era d'amistat, però també de rivalitat. Les relacions generalment amables i la cooperació en diversos assumptes, no va evitar que hi hagués tensions a causa de l'extensió de l'autoritat dels francs sobre Itàlia. Carlemany va utilitzar l'Església per mantenir unit el seu imperi, els dominis del qual estenia fins als Estats Pontificis, però Adrià va intentar sempre mantenir l'autonomia eclesiàstica i saber obtenir un domini que no es va perdre fins al segle xix.

## Política espiritual
Va reconciliar-se amb l'Imperi Romà d'Orient cooperant amb l'emperadriu Irene per treballar per reparar els danys provocats pels inconoclastes. L'any 787 va presidir el Segon Concili de Nicea, mitjançant legats, on va imposar-se definitivament la doctrina catòlica de veneració de les imatges. Adrià va confirmar els decrets conciliars, tanmateix, a causa d'una traducció deficient, van ser atacats per Carlemany, que va fer confeccionar el Libri Carolini, on es refutaven les suposades resolucions conciliars, tot i que això no va impedir que ambdós continuessin amb la seva amistat.
Es va oposar de manera ferma a l'adopcionisme i va condemnar les ensenyances de l'arquebisbe Elipand de Toledo. La primera vegada on es documenta aquesta doctrina i la seva condemna per part d'Adrià és el 786, on s'esmenta també al bisbe Fèlix d'Urgell, un dels màxims adopcionistes. El papa va tornar a condemnar-lo el 792, ratificant el resultat del sínode de Ratisbona damunt la tomba de Sant Pere, i el 793, ratificant la condemna feta des del concili de Frankfurt.
D'altra banda, el Liber Pontificalis exagera els seus mèrits en l'embelliment de la ciutat de Roma, on hauria gastat sumes fabuloses.

## Mort
Adrià I va morir el 25 de desembre del 795. Va ser enterrat a la basílica de Sant Pere del Vaticà. La seva mort va ser lamentada arreu d'Europa i Carlemany, en senyal de la seva amistat, va commemorar el papa manant la confecció d'un epitafi, escrit per l'acadèmic Alcuí de York, que encara avui es conserva a la basílica de Sant Pere.